# Alfabeto guaraní
L'alfabeto guaraní (achegety) è un sistema di scrittura fonetico usato per scrivere la lingua guaraní, parlata principalmente in Paraguay e negli stati limitrofi. Tale alfabeto consta di 33 lettere, eccole in ordine alfabetico:
A, Ã, CH, E, Ẽ, G, G̃, H, I, Ĩ, J, K, L, M, MB, N, ND, NG, NT, Ñ, O, Õ, P, R, RR, S, T, U, Ũ, V, Y, Ỹ, '.
Le sei lettere "A", "E", "I", "O", "U", "Y" indicano le vocali orali, le varianti con la tilde indicano le corrispondenti vocali nasali. L'apostrofo " ' " (chiamato puso),  rappresenta un colpo di glottide. Tutte le altre lettere, comprese "Ñ", "G̃" e i digrammi, sono consonanti.
Le lettere latine B, C, D sono usate soltanto come parti di digrammi, mentre F, Q, W, X, Z non sono usate affatto. La lettera "L" ed il digramma "RR" sono usate solo in prestiti dallo spagnolo, parole influenzate dalla fonologia spagnola, o onomatopee non verbali. Il digramma spagnolo "LL" non è usato in guaraní.
Le versioni con tilde di "E", "I", "U", "Y" e "G" non sono disponibili nei font che seguono lo standard ISO Latin-1, e il carattere "G" con la tilde non è disponibile neppure come combinazione precostituita nel sistema Unicode. In ambito digitale, laddove tali glifi non sono disponibili, la tilde è spesso posposta al carattere di base ("E~", "I~", "U~", "Y~", "G~") oppure si usa al suo posto un accento circonflesso ("Ê", "Î", "Û", "Ŷ", "Ĝ").
L'accento acuto "´" è usato come diacritico per indicare l'accento tonico (muanduhe). Quando è omesso, l'accento cade sull'ultima sillaba: syva [sy'va] ("fronte"), áva ['ava] ("capelli"), tata [ta'ta] ("fuoco"), tái [taj] ("pepato").

## Storia
Fino alla Conquista spagnola delle Americhe, nel XV secolo, il popolo guaraní non aveva un sistema di scrittura. Il primo testo scritto in guaraní fu prodotto dai missionari gesuiti, usando l'alfabeto latino. Il sacerdote Antonio Ruiz de Montoya documentò la lingua, tra l'altro, nelle sue opere: Tesoro de la lengua guaraní (un dizionario guaraní-spagnolo, 1639) e Arte y bocabvlario de la lengua guaraní (un compendio di grammatica e dizionario, 1722).
L'alfabeto e l'ortografia utilizzate in quei primi libri erano in qualche modo incoerenti e sostanzialmente diversi da quelli moderni. Nel 1867, il Maresciallo Francisco Solano López, presidente del Paraguay, convocò un Consiglio per la Scrittura per regolamentare la scrittura della lingua, ma lo sforzo fu infruttuoso.
La scrittura standard nella sua forma attuale fu definita nel 1950, nel Congresso della lingua guaraní di Montevideo, su iniziativa di Reinaldo Decoud Larrosa.  Lo standard fu influenzato dalla notazione dell'Alfabeto Fonetico Internazionale ed è oggi universalmente usato in Paraguay.
Tuttavia, c'è ancora qualche disaccordo tra gli studiosi circa i dettagli dello standard: alcuni pensano che il digramma "CH" debba essere modificato in "X" e che "G̃" andrebbe sostituito da una "G" semplice con la tilde posizionata su una delle vocali adiacenti.
Il nome guaraní dell'alfabeto, achegety, è un neologismo formato da a-che-ge (i nomi delle prime tre lettere) e ty che significa "gruppo", "insieme".

## Toponimi e nomi propri
Ci sono molti toponimi e alcuni nomi propri di derivazione guaraní in Argentina, Bolivia, Brasile, Paraguay e Uruguay. Questi generalmente sono scritti secondo il sistema spagnolo o portoghese a seconda dei casi, e la loro pronuncia è mutata considerevolmente nel corso dei secoli, al punto da non essere più capiti dai parlanti guaranì.